# Gynoplistia (Gynoplistia) subobsoleta
Gynoplistia (Gynoplistia) subobsoleta is een tweevleugelige uit de familie steltmuggen (Limoniidae). De soort komt voor in het Australaziatisch gebied.